# رضا بلحيان
رضا بلحيان (مواليد 1 يونيو 2004) هو لاعب كرة قدم محترف يلعب كلاعب خط وسط دفاعي مع نادي لاتسيو في الدوري الإيطالي ولد في فرنسا ويلعب لصالح المنتخب المغربي.

## المسيرة الكروية
يعد بلحيان أحد خريجي فرق الشباب في أولمبيك بانتين [الإنجليزية]
 وأوبرفيلييه والنجم الأحمر ومونتفيرميل قبل الانضمام إلى فريق الشباب في نيس في عام 2019. في 20 أكتوبر 2021، وقع أول عقد احترافي له مع نادي نيس. شارك لأول مرة كمحترف مع نيس كبديل في وقت متأخر من مباراة التعادل 1–1 في الدوري الفرنسي مع أوكسير في 3 مارس 2023. شارك لأول مرة كلاعب أساسي ضد بريست، حيث لعب 90 دقيقة في مباراة انتهت بفوز الفريق 1–0.
في 25 يناير 2024، أعلن نادي نيس انتقال بلحيان إلى نادي هيلاس فيرونا الإيطالي.
في 3 فبراير 2025، انتقل بلحيان إلى لاتسيو. شارك لأول مرة كبديل بعد مرور 40 دقيقة في مباراة انتهت بالتعادل 0–0 مع فينيسيا.

## المسيرة الدولية
ولد بلحيان في فرنسا، وهو من أصل مغربي. كان جزءًا من منتخب فرنسا تحت 18 عامًا الذي فاز ببطولة كرة القدم للألعاب المتوسطية 2022.
في 2 أكتوبر 2024 تلقى أول استدعاء له مع المنتخب المغربي. شارك بلحيان لأول مرة مع منتخب المغرب في 15 أكتوبر 2024 في مباراة تصفيات كأس الأمم الأفريقية 2025 ضد جمهورية إفريقيا الوسطى.

## الإحصائيات

### النادي
آخر تحديث 23 أبريل 2025.
| النادي       | الموسم   | الدوري          | الدوري | الدوري  | الكأس الوطني | الكأس الوطني | أوروبا | أوروبا  | المجموع | المجموع |
| النادي       | الموسم   | الدرجة          | الظهور | الأهداف | الظهور       | الأهداف      | الظهور | الأهداف | الظهور  | الأهداف |
| ------------ | -------- | --------------- | ------ | ------- | ------------ | ------------ | ------ | ------- | ------- | ------- |
| نيس ب        | 2021–22  | الدرجة الخامسة  | 24     | 1       | —            | —            | —      | —       | 24      | 1       |
| نيس ب        | 2022–23  | الدرجة الخامسة  | 12     | 2       | —            | —            | —      | —       | 12      | 2       |
| نيس ب        | المجموع  | المجموع         | 36     | 3       | —            | —            | —      | —       | 36      | 3       |
| نيس          | 2022–23  | الدوري الفرنسي  | 4      | 0       | 0            | 0            | 2      | 0       | 6       | 0       |
| نيس          | 2023–24  | الدوري الفرنسي  | 1      | 0       | 1            | 0            | —      | —       | 2       | 0       |
| نيس          | المجموع  | المجموع         | 5      | 0       | 1            | 0            | 2      | 0       | 8       | 0       |
| هيلاس فيرونا | 2023–24  | الدوري الإيطالي | 2      | 0       | —            | —            | —      | —       | 2       | 0       |
| هيلاس فيرونا | 2024–25  | الدوري الإيطالي | 22     | 0       | 0            | 0            | —      | —       | 22      | 0       |
| هيلاس فيرونا | المجموع  | المجموع         | 24     | 0       | 0            | 0            | —      | —       | 24      | 0       |
| لاتسيو       | 2024–25  | الدوري الإيطالي | 6      | 0       | 0            | 0            | 0      | 0       | 6       | 0       |
| الإجمالي     | الإجمالي | الإجمالي        | 71     | 3       | 1            | 0            | 2      | 0       | 74      | 3       |

1. ↑  المباريات في دوري المؤتمر الأوروبي

### المنتخب
آخر تحديث 15 أكتوبر 2024.
| المنتخب الوطني | العام   | الظهور | الأهداف |
| -------------- | ------- | ------ | ------- |
| المغرب         | 2024    | 1      | 0       |
| المجموع        | المجموع | 1      | 0       |

## الإنجازات
فرنسا تحت 18 سنة
- ألعاب البحر الأبيض المتوسط: 2022

## وصلات خارجية
لا توجد روابط لمواقع التواصل الاجتماعي.

- رضا بلاحيا على موقع قاعدة بيانات كرة القدم.إي يو (الإنجليزية)
- رضا بلاحيا على موقع Soccerway.com (الإنجليزية)
- رضا بلاحيا على موقع عالم كرة القدم.نت (الإنجليزية)
- رضا بلحيان  على سكروي
- رضا بلحيان على BDFutbol
- رضا بلحيان في الاتحاد الفرنسي لكرة القدم (بالفرنسية)
- الملف الشخصي مع نادي نيس